# Toronto
Toronto este cel mai populat oraș din Canada și capitala provinciei Ontario. Cu o populație de 2,794,356 locuitori, Toronto se plasează pe locul 4 din America de Nord după mărime.
Toronto este un centru internațional al finanței, a sportului, a artei, a afaceri, al culturii și este recunoscut ca una dintre cele mai multi-culturale orașe din lume.
Orașul este situat pe malul nordic al lacului Ontario, și este centrul regiunii metropolitane omonime (engleză: Greater Toronto Area), care mai include și municipiile Durham (cu Pickering, Ajax, Oshawa, Whitby, Clarington), Halton (cu Oakville, Milton, Burlington, Halton Hills), Peel (cu Mississauga, Brampton, Caledon) și York (cu Richmond Hill, Markham, Vaughan, Aurora, Newmarket, East Gwillimbury, Georgina, King, 
Whitchurch-Stouffville).
CN Tower, este cel mai înalt turn de telecomunicații din America de Nord, construit în 1976 a fost cea mai înaltă structură din lume pentru 34 de ani. Stă la o înălțime de 553.3 metri și, este cel mai iconic simbol al orașului.

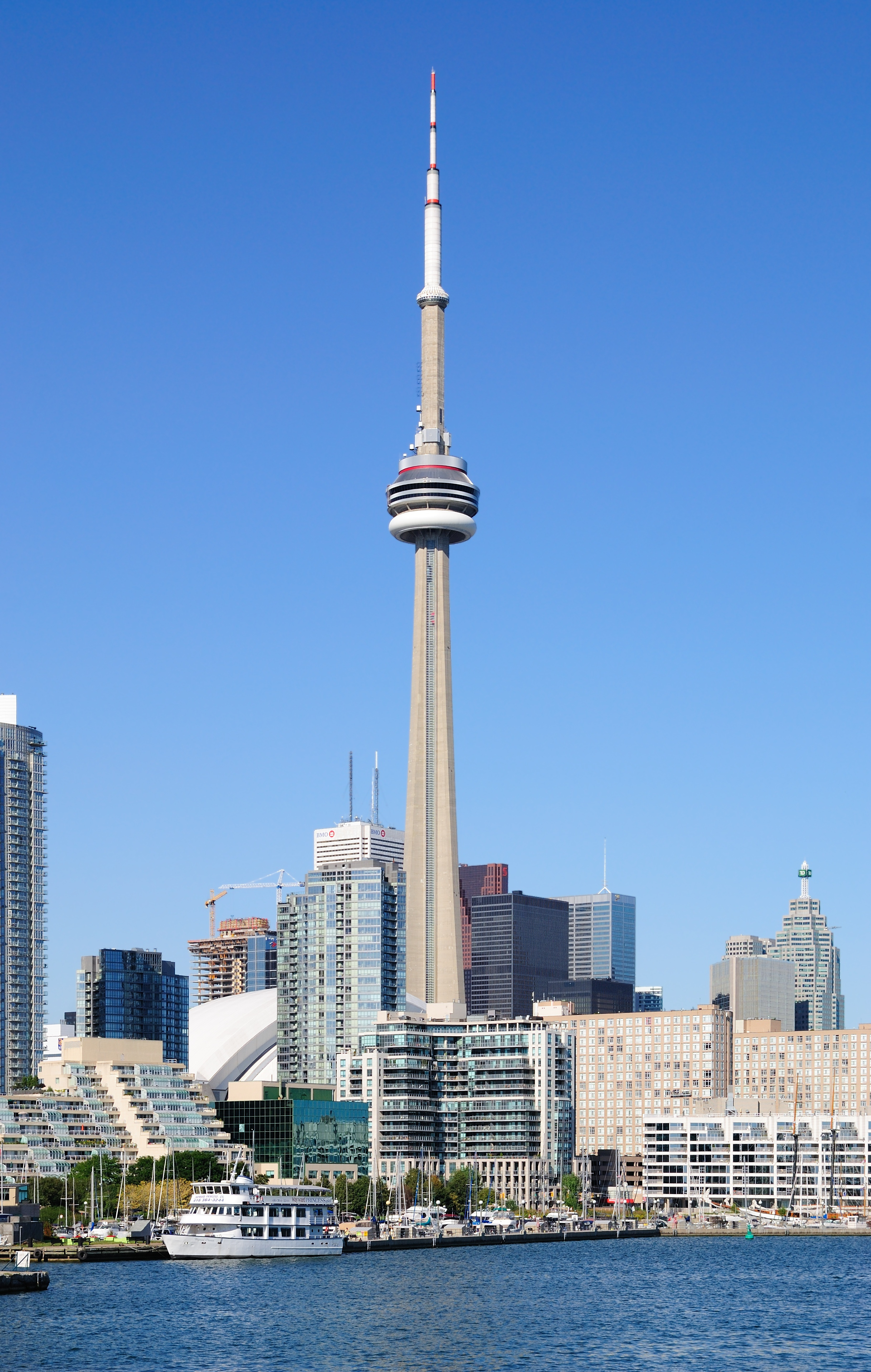
Turnul CN, văzut din centrul orașului

## Geografie

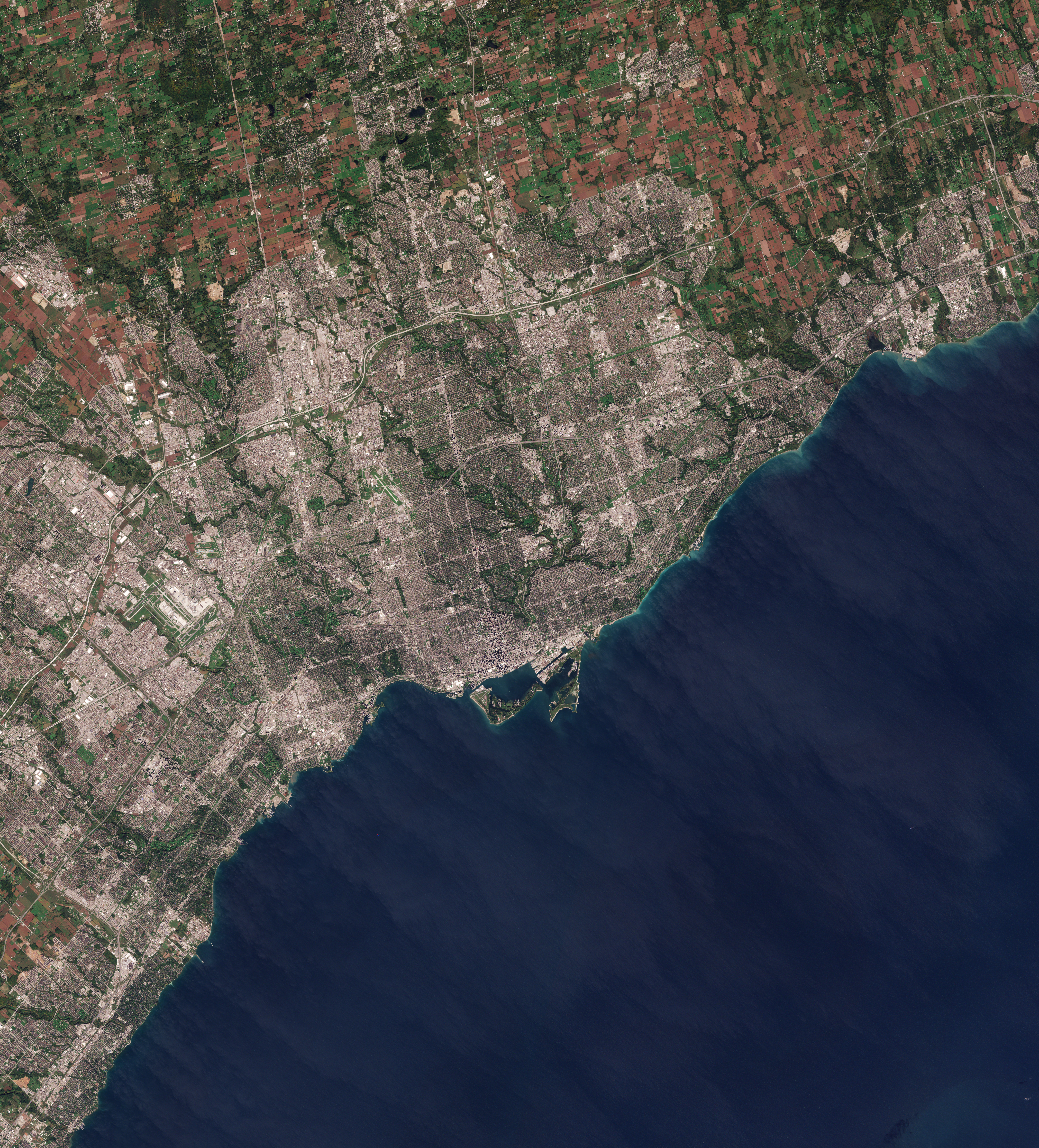
Fotografie satelit al zonei metropolitane Toronto din 2018

Toronto se întinde pe 630km2, cu o distanță de la nord la sud maximă de 21km. Are o distanță de la est la vest de maxim 43km. Orașul are un mal de 46km cu nord-vestul lacului Ontario, insulele Toronto și portul se extind în lac, făcând portul Toronto relativ scutit față de valuri ridicate.

### Topografie

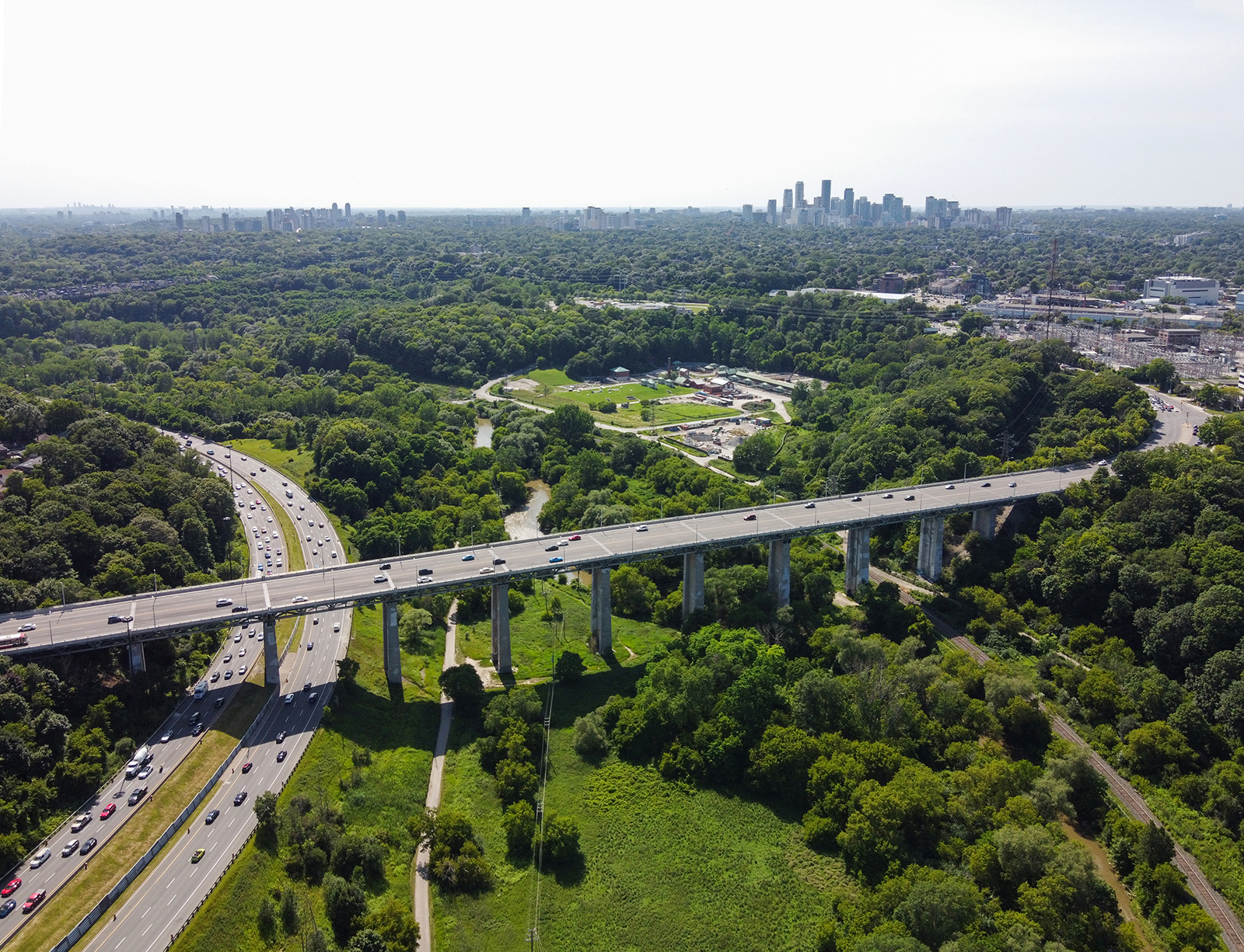
Podul Leadside trecând peste valea Don în 2023; sistemul de râpe din Toronto taie fix prin oraș

Orașul este în majoritate plasat pe un teren plat și întins, unele zone fiind dealuri cu pante gentile. Altitudinea crește cu puțin, în funcție de depărtarea de mal.
Terenul plat este întrerupt de sistemul râpelor din Toronto, care și el este tăiat de numeroase pârâuri și râuri, cele mai notabile fiind - râul Humber, în extremitatea vestică, râul Don, situat est de centrul orașului și râul Rouge, marcând teritoriul orașului.
Orașul a fost construit original pe plan de grilă la nord de port, cu cât a crescut orașul, grila sa extins.
Hidrografia din Toronto s-a schimbat drastic de când a fost prima dată locuit. O mare parte din terenul situat pe malul nordic al portului este o groapă de gunoi. Docurile de pe malul lacului (cunoscute pe atunci sub numele de cheiuri) erau așezate mai înapoi în interior decât astăzi. O mare parte din terenurile portuare adiacente de pe partea de est a portului au fost o zonă umedă umplută la începutul secolului al 20-lea. Linia țărmului de la port la vest până la râul Humber a fost extinsă în lac. Mai spre vest, depozitul de deșeuri a fost folosit pentru a crea extensii de teren, cum ar fi Humber Bay Park.

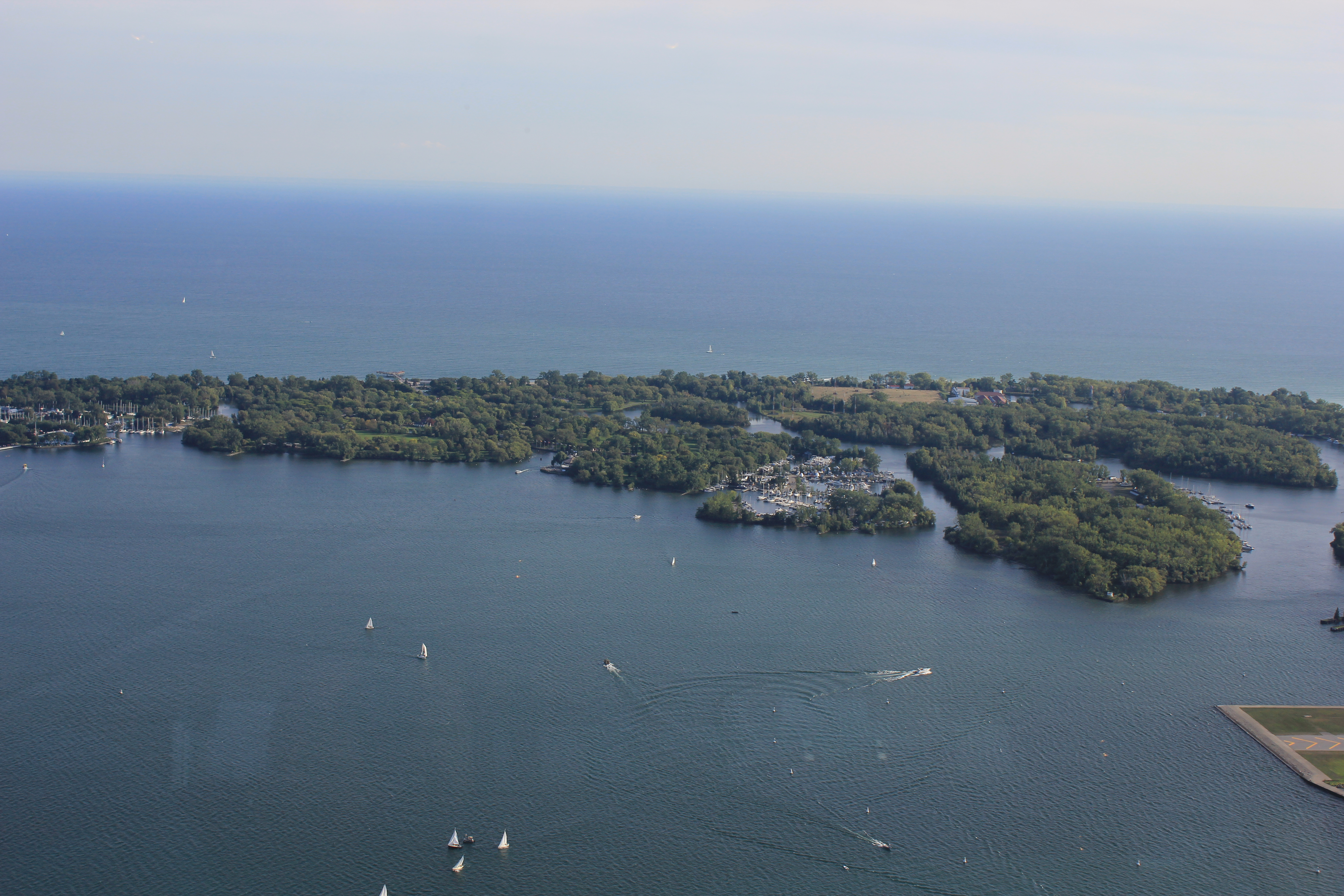
Insulele Toronto

Insulele Toronto au fost o peninsulă naturală până când o furtună în 1858 le-a separat de continent, creând un canal spre port. Insulele au fost formate de la depunerea rocilor sedimentare în zona respectivă.

### Cartiere și foste municipii

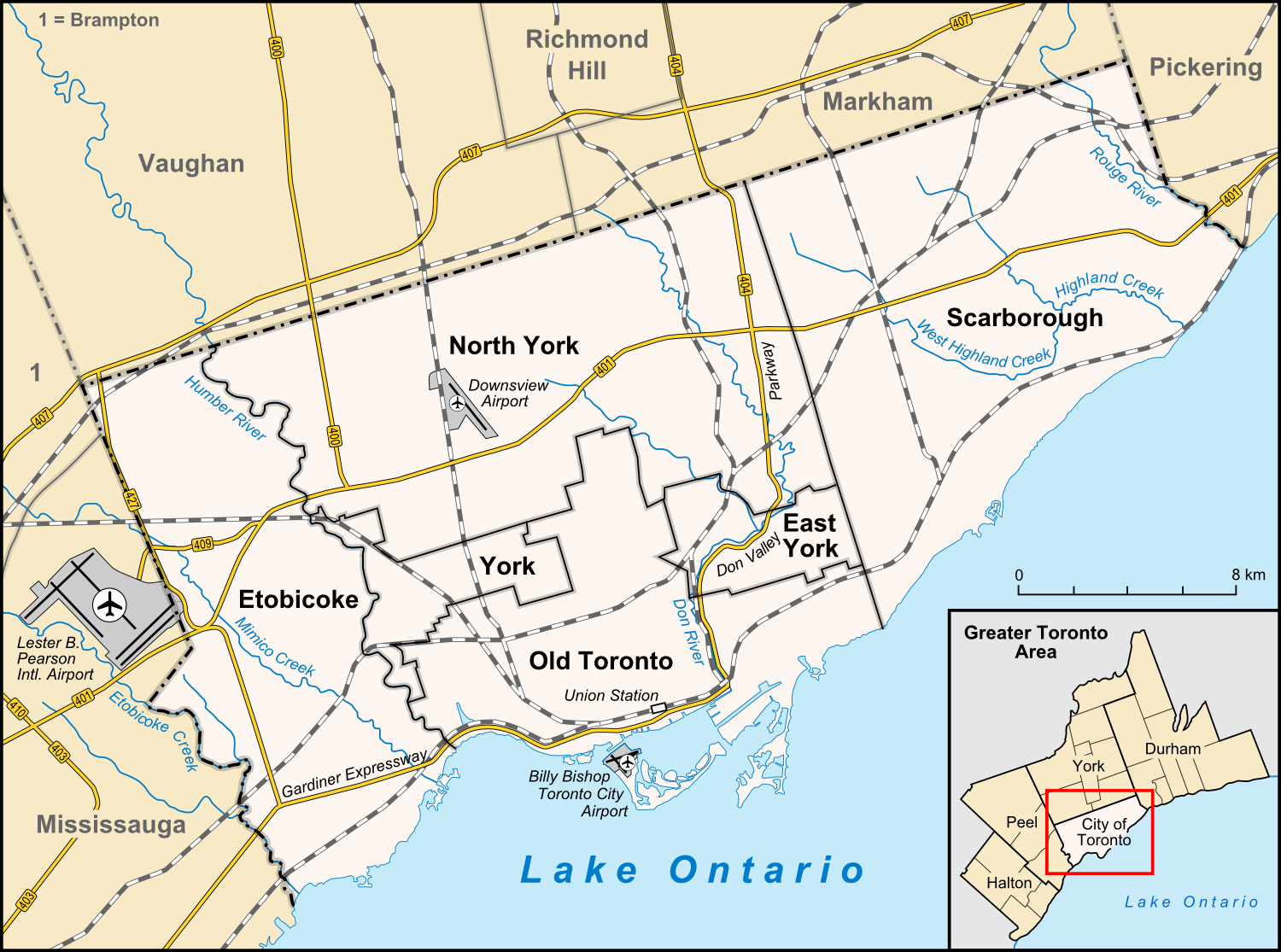
Hartă a orașului Toronto, cu rute de trafic majore. Totodată, harta arată și 6 foste municipii care formează Toronto astăzi

Toronto ocupă o zonă care era administrată de numeroase municipii independente și care s-au unit să formeze orașul peste timp. Toate au dezvoltat o istorie și o identitate proprie, și numele lor rămân în folosință de către locuitorii orașului.
Fostele municipii sunt:East York, Etobicoke, Forest Hill, Mimico, North York, Parkdale, Scarborough, Swansea, Weston și York. Printre acestea, există și sute de mici cartiere și unele mai mari, acoperind câțiva kilometri pătrați.
Numeroasele comunități rezidențiale ale orașului sunt distincte de către zgârie-norii comerciali din centru. Clădiri rezidențiale din epoca victoriană și edwardiană pot fi găsite în enclave precum Rosedale, Cabbagetown, The Annex și Yorkville. Cartierul Wychwood Park, important din punct de vedere istoric pentru arhitectura caselor sale și pentru că este una dintre primele comunități planificate din Toronto, a fost desemnat ca district de conservare a patrimoniului Ontario în 1985. Cartierul Casa Loma poartă numele „Casa Loma”, un castel construit în 1911 de Sir Henry Pellat, cu grădini, turnulețe, grajduri, un lift, pasaje secrete și o pistă de bowling. Casa Spadina este un conac din secolul al XIX-lea care este acum muzeu.

## Demografie
Ultimul recensământ complet efectuat de Statistics Canada estima populația orașului canadian Toronto la 2.615.060 cetățeni, situându-se pe primul loc între orașele Canadei, concomitent a patra cea mai populată municipalitate din America de Nord. Zona metropolitană Toronto (engleză: Greater Toronto Area, abreviere: GTA) include 5.583.064 cetățeni, clasându-se pe primul loc între zonele metropolitane ale Canadei.
Renumit pentru toleranță și multiculturalism, Toronto are o mare parte a populației formată din străini, circa 49% (conform unei statistici din 2016), fiind ca valoare a acestui procent pe locul al treilea din lume (după Dubai și Bruxelles).
Evoluția demografică a orașului Toronto
Sursă: http://www12.statcan.ca/census-recensement/2011/as-sa/98-310-x/2011001/tbl/tbl5-eng.cfm Arhivat în 15 februarie 2015, la Wayback Machine.

## Personalități
- John Graves Simcoe (1752 – 1806), fondatorul orașului Toronto, în 1793, numit inițial York;
- Joseph Whiteside Boyle (1867 - 1923, aventurier, om de afaceri, ofițer;
- Arthur Jeffrey Dempster (1886 - 1950), fizician;
- Lester Pearson (1897 - 1972), profesor, om politic;
- Martin Kamen (1913 - 2002), fizician;
- John Lemont (1914 - 2004), regizor;
- Christopher Plummer (1929 - 2021), actor;
- Frank Gehry (n. 1929), arhitect;
- Glenn Gould (1932 - 1982), pianist;
- John Clute (n. 1940), scriitor;
- Enrico Colantoni (n. 1963), actor;
- Aubrey Drake Graham (n. 1986), cântăreț;
- Robbie Amell (n. 1988), actor;
- Abel Makkonen Tesfaye (The Weeknd) (n. 1990) cântăreț pop, alternative R&B;
- Sasha Clements (n. 1990), actriță;
- Rebecca Marino (n. 1990), tenismenă;
- Alejandro Tabilo (n. 1997), tenismen chilian;
- Emma Răducanu (n. 2002), jucătoare de tenis româno-chineză;
- Enes Sali (n. 2006), fotbalist român.

## Galerie foto

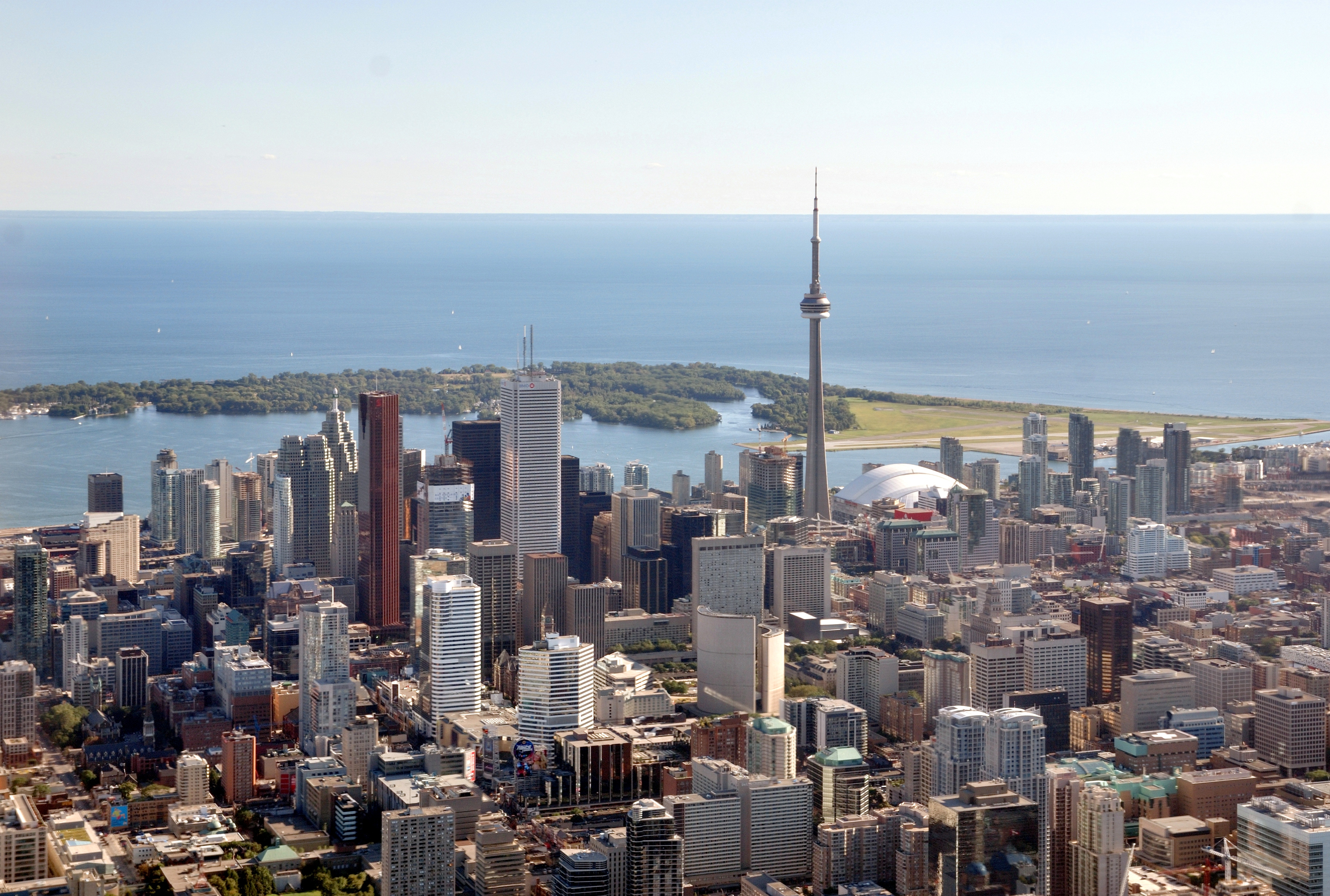
Zgârie-norii din downtown și Toronto Islands de pe Lacul Ontario

## Parteneriate
- Statele Unite ale Americii, Chicago, Illinois
- China, Chongqing
- Germania, Frankfurt
- Brazilia, São Paulo[5]
- Siria, Damasc
- Israel, Eilat
- Rusia, Rostov-pe-Don
- Iran, Teheran

### Relații de solicitudine
- Rusia, Volgograd
- Italia, Milano
- Italia, Serra San Bruno
- Vietnam, Ho Și Min
- Ucraina, Kiev
- Ecuador, Quito
- Japonia, Sagamihara
- Polonia, Varșovia
- Pakistan, Islamabad